# Emil Pfannkuch
Emil Pfannkuch (* 31. Oktober 1874 in Kassel; † 9. Mai 1940 in Berlin-Wilmersdorf) war ein deutscher Politiker (USPD/SPD). Von Februar 1921 bis März 1933 war er Bezirksbürgermeister des Berliner Bezirks Weißensee.

## Leben
Pfannkuch war ein Sohn des Journalisten und Reichstagsmitglieds Wilhelm Pfannkuch. 1921 trat er als Bürgermeisterkandidat für den Bezirk Weißensee an und wurde von der ersten Bezirksversammlung gewählt. Zum ersten Vorsteher der 30-köpfigen Versammlung wurde seinerzeit der Lehrer Oswald Tischendorf (USPD) gewählt. Doch aufgrund eines Formfehlers musste die Wahl wiederholt werden. Ein Gericht erklärte alle Wahlen für ungültig, sodass auch Pfannkuch sein Amt nicht antreten konnte. Im weiteren Verlauf forderten die bürgerlichen Parteien mit einem Misstrauensantrag die Aufsichtsbehörde über die Bezirke auf, die Bestätigung des Bürgermeisters „wegen Unfähigkeit“ zu versagen. Zunächst wurde dem auch stattgegeben, später wurde Pfannkuch jedoch bestätigt und war so von Februar 1921 bis März 1933 erster Bezirksbürgermeister des Bezirks Weißensee.